# Casa Pessanha Pereira
A Casa Pessanha Pereira é um edifício histórico na vila de Ferreira do Alentejo, no Distrito de Beja, em Portugal.

## Descrição
Várias salas no interior da casa foram decoradas com pinturas murais em grisaille pelo artista setubalense João Elói do Amaral, representando naturezas mortas, paisagens da região, e cenas de caça e galantes inspiradas em modelos franceses. A casa também se destaca pelos seus painéis de azulejos do século XVIII, pelo seu mobiliário, peças de cerâmica, das quais algumas vieram da Companhia das Índias, e pelas pinturas, incluindo uma oitocentista de Nossa Senhora do Carmo, e um retrato de 1963 de Maria Pessanha Pereira.

## História
O edifício foi construído em 1883 por Sebastião Simão Pereira, que estava casado com Maria Isabel Pidwel Pessanha Pereira, membro de uma influente família do concelho, que construiu várias casas nobres na vila durante aquele período. A casa foi depois modificada durante a posse do lavrador José Carlos Pessanha Pereira, tendo para esse efeito contratado o arquitecto Raul Lino da Silva, que introduziu vários melhoramentos.

## Ligações Externas
- Casa Pessanha Pereira na base de dados Ulysses da Direção-Geral do Património Cultural
- Casa Pessanha Pereira na base de dados SIPA da Direção-Geral do Património Cultural